# Boduognatos

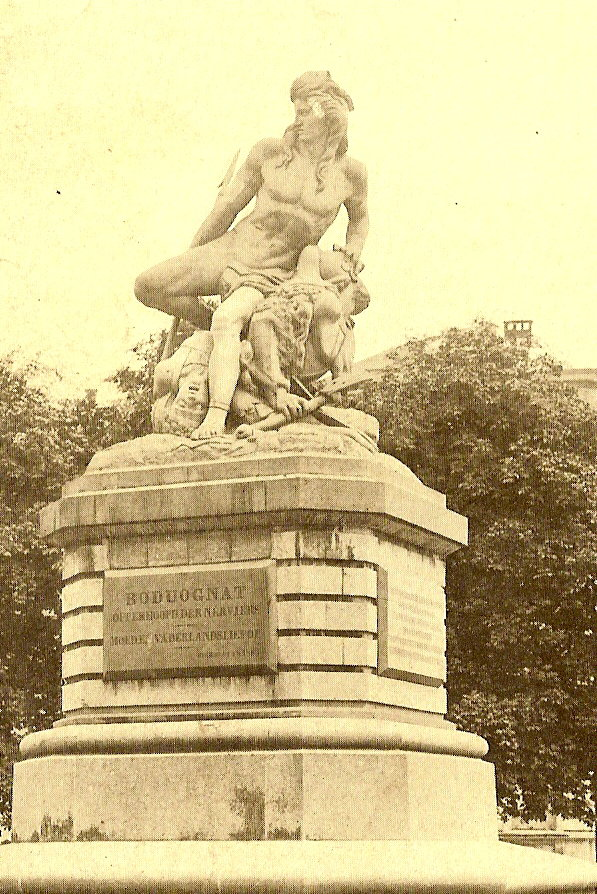
Standbeeld in Antwerpen, weggenomen in 1954 en ernstig beschadigd. Hoofd en torso werden in 2020 bewaard in het Middelheimmuseum.

Boduognatos of verlatijnst Boduognatus (de naam zou zoon van de raaf of zoon van de hoorn betekenen) was de leider van de Nerviërs die in 57 v.Chr. het Belgisch coalitieleger van Nerviërs, Atrebati en Viromandui aanvoerde in de Slag aan de Sabis tegen Julius Caesar. De Romein noemde zijn tegenstander één keer in de Commentarii de bello Gallico (als Nerviorum dux in II.23).
Het coalitieleger, waarvan de Nerviërs de spil vormden, had posities ingenomen op een beboste heuvel die afdaalde tot aan de Sabis (de huidige rivier Selle in de nabijheid van Solesmes). Zij verrasten de Romeinen, die hun kamp nog aan het opbouwen waren. Volgens De bello Gallico verliepen de gevechten eerst in het nadeel van de Romeinen maar door de inzet van drie extra legioenen keerde de situatie en werden duizenden krijgers van het coalitieleger gedood.

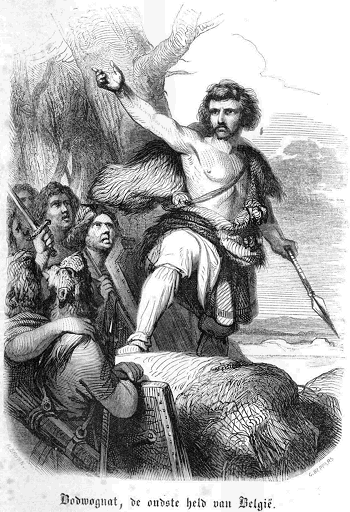
Prent naar Gustave Wappers

## Nationale mythevorming
Als een van de weinig bij naam gekende Belgae en bovendien de leider van de stam die het heftigste verweer had geboden, stond Boduognatos op de eerste rij om een held te worden in het jonge België. De nationale identiteit werd geconstrueerd op de mythe van de vreemde overheersing. De openingsillustratie in de Geschiedenis van België van Hendrik Conscience uit 1845 toonde dan ook "Bodwognat, de oudste held van België". 

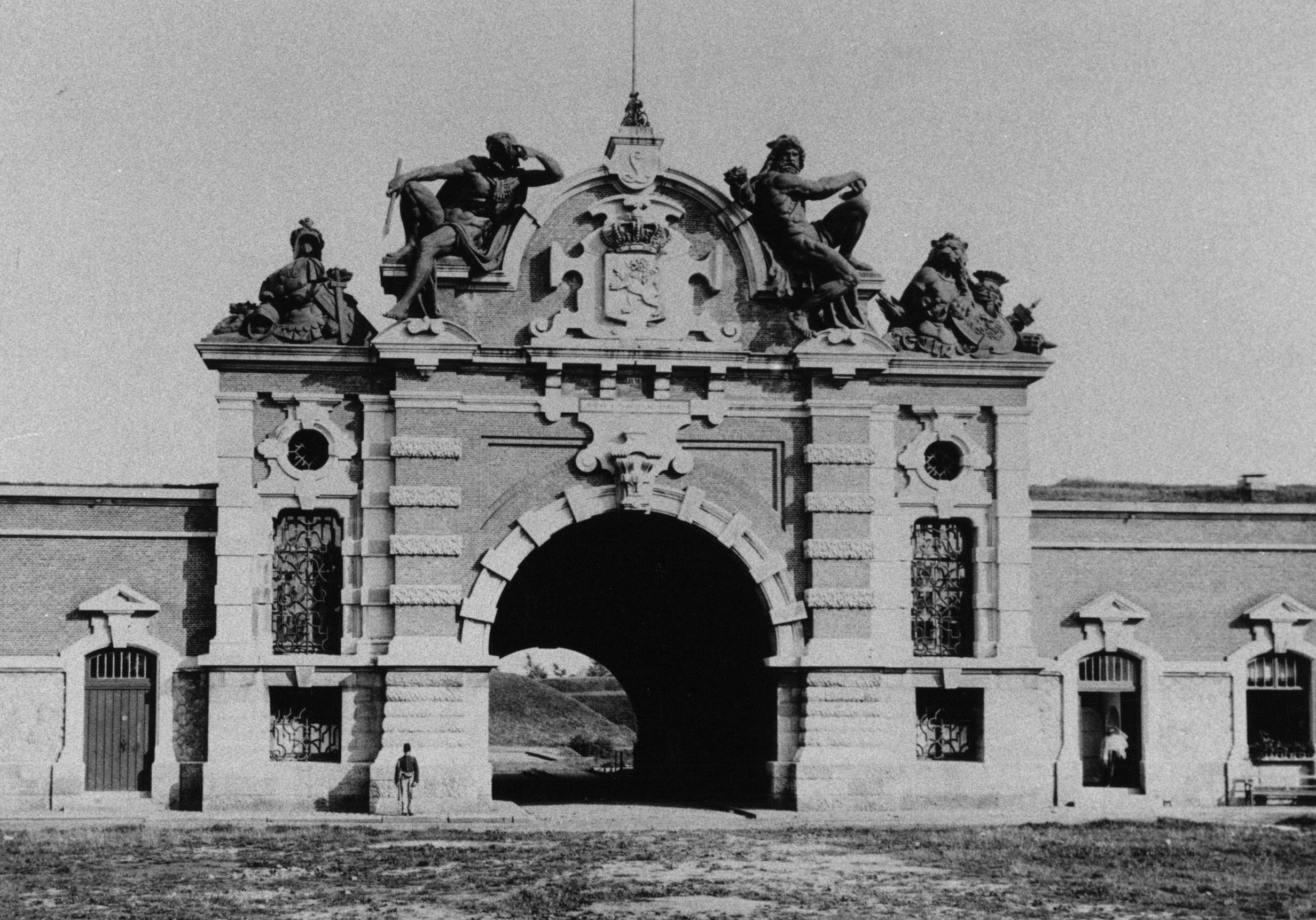
De Spoorbaanpoort (ca. 1900) met Boduognat en Ambiorix

In Antwerpen werd in 1861 een zandstenen standbeeld ingehuldigd dat door Joseph Ducaju was vervaardigd. Het toonde de stervende Boduognatos die met zijn laatste krachten nog een vijand doodt. Het standbeeld stond in het midden van de Belgiëlei, vlak bij de Nerviërsstraat, en werd in 1954 afgebroken om de tramsporen recht te trekken. In een ander Antwerps brons van Pierre-Armand Cattier uit 1866 zat hij met Ambiorix van de Eburonen op de Spoorbaanpoort van de Brialmontvesting. De Eburoonse held zou uiteindelijk zijn Nervische collega in de schaduw stellen.
De planetoïde 3458 Boduognat, die in 1985 door de Belgische astronoom Henri Debehogne werd ontdekt, is naar hem vernoemd. In de Brusselse wijk van de Squares is er een Boduognatusstraat.